# Der Kommissar und der See
Der Kommissar und der See ist eine deutsche Kriminalfilmreihe, die seit 2022 für das ZDF produziert wird. Die Dreharbeiten finden unter anderem in Lindau am Bodensee und Umgebung statt. Die Hauptrollen spielen Walter Sittler, Nurit Hirschfeld und Dominik Maringer. Es handelt sich um einen Spin-Off der Reihe Der Kommissar und das Meer.

## Handlung
Der ehemalige Kommissar Robert Anders verlässt nach seiner Pensionierung die schwedische Insel Gotland und kehrt zu seinem Elternhaus an den Bodensee zurück, wo er auf seinen Schulfreund Hannes Buck trifft.
Am Bodensee wird Anders erneut in Mordfälle involviert. Während Polizeiobermeisterin Annika Wagner und ihr Kollege Polizeioberkommissar Martin Keller die offiziellen Ermittlungen aufnehmen stellt parallel dazu Anders eigene Nachforschungen an. Zum Ermittlerteam gehören außerdem Gerichtsmediziner Dr. Herbert Hämmerle und Kellers Vorgesetzte Regine Salzmann.

## Produktion
Die Dreharbeiten finden in Lindau, Hamburg und Umgebung statt. Produziert werden die Filme von der Network Movie (Produzenten Jutta Lieck-Klenke und Dietrich Kluge) im Auftrag des ZDF in Zusammenarbeit mit dem Österreichischen Rundfunk.
Im Juni 2020 wurde die Einstellung der Serie Der Kommissar und das Meer bekannt. Im Oktober 2021 gab das ZDF die Fortsetzung unter dem Titel Der Kommissar und der See bekannt. Der Kommissar und das Meer wurde auch wegen der Produktionskosten eingestellt, da die deutsche Besetzung und Produktionsmannschaft auf die Insel Gotland reisen und untergebracht werden musste.

## Folgen
| Folge | Titel                | Erstausstrahlung (ORF) | Erstausstrahlung (ZDF) | ZDF Mediathek      |
| ----- | -------------------- | ---------------------- | ---------------------- | ------------------ |
| 1     | Liebeswahn           | 21. September 2022     | 3. Oktober 2022        | 24. September 2022 |
| 2     | Narrenfreiheit       | 1. Oktober 2023        | 3. Oktober 2023        | 26. September 2023 |
| 3     | In besseren Kreisen  | 6. Dezember 2024       | 9. Dezember 2024       | 30. November 2024  |
| 4     | Das fremde Kind (AT) | –                      | –                      | –                  |

Die Dreharbeiten zum dritten Fall begannen im Oktober 2023. Die vierte Folge wurde im Herbst 2024 gedreht.